# Helsingfors universitets metrostation
Helsingfors universitet (finska: Helsingin yliopisto) är en station inom Helsingfors metro i stadsdelen Gloet. Helsingfors universitet är metrons nyaste station i innerstan (invigd 1995). I början av 2015 bytte den namn från Kajsaniemi.
Stationen bytte namn eftersom Helsingfors universitet ligger precis bredvid, och universitetet har många internationella besökare. Detta ska göra det lättare för dem att hitta universitetet. Dessutom firade Helsingfors universitet 375-årsjubileum och detta var Helsingfors gåva till universitetet.
Stationen öppnades den 1 mars 1995. Arkitektbyrån Kontio - Kilpi - Valjento Oy projekterade stationen. Stationen ligger 597 meter från metrostationen Järnvägstorget och 916 meter från metrostationen Hagnäs. Ovanfor den överta delen av rulltrapporna finns ett ljuskonstverk av Annikki Luukela.

## Bildgalleri

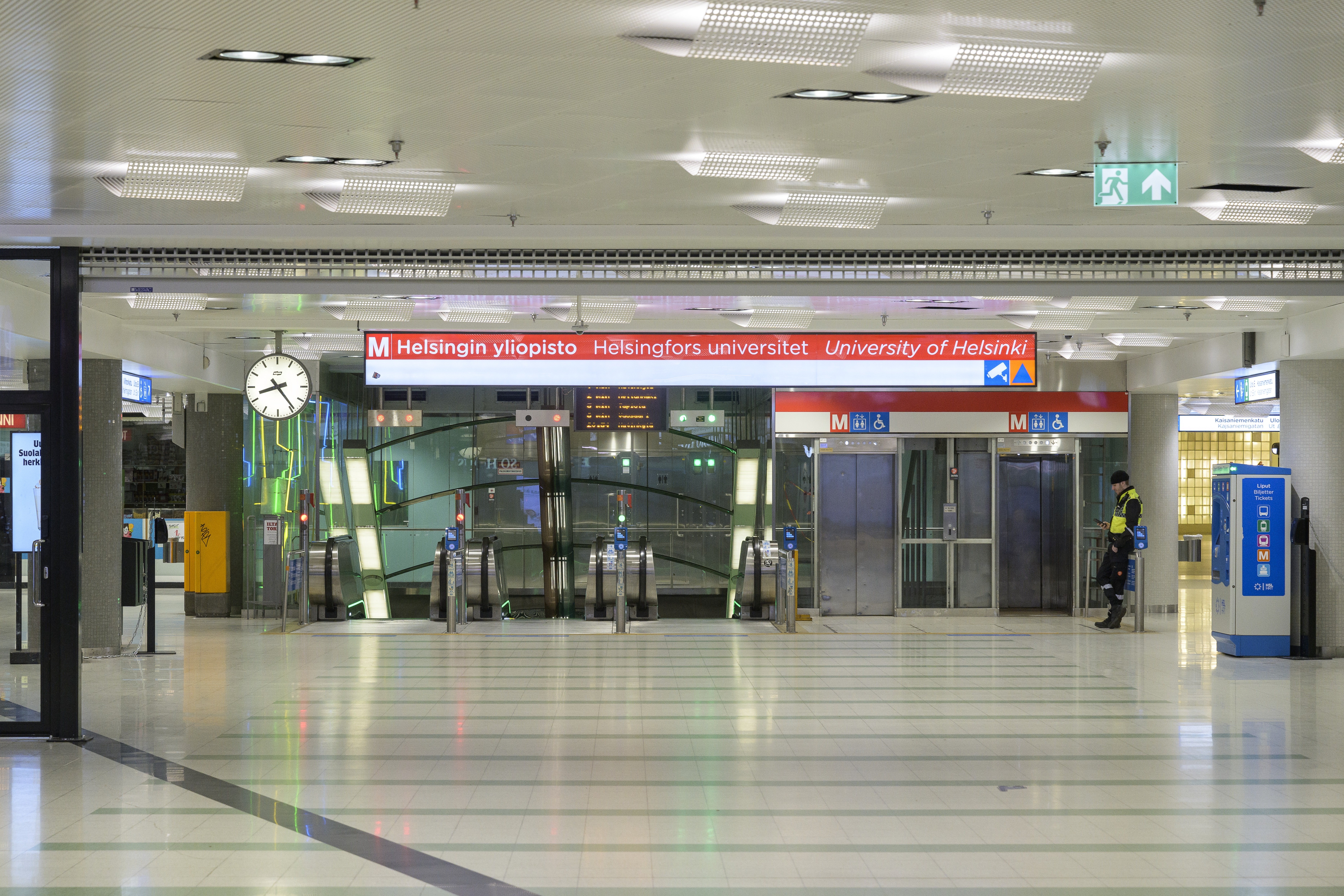
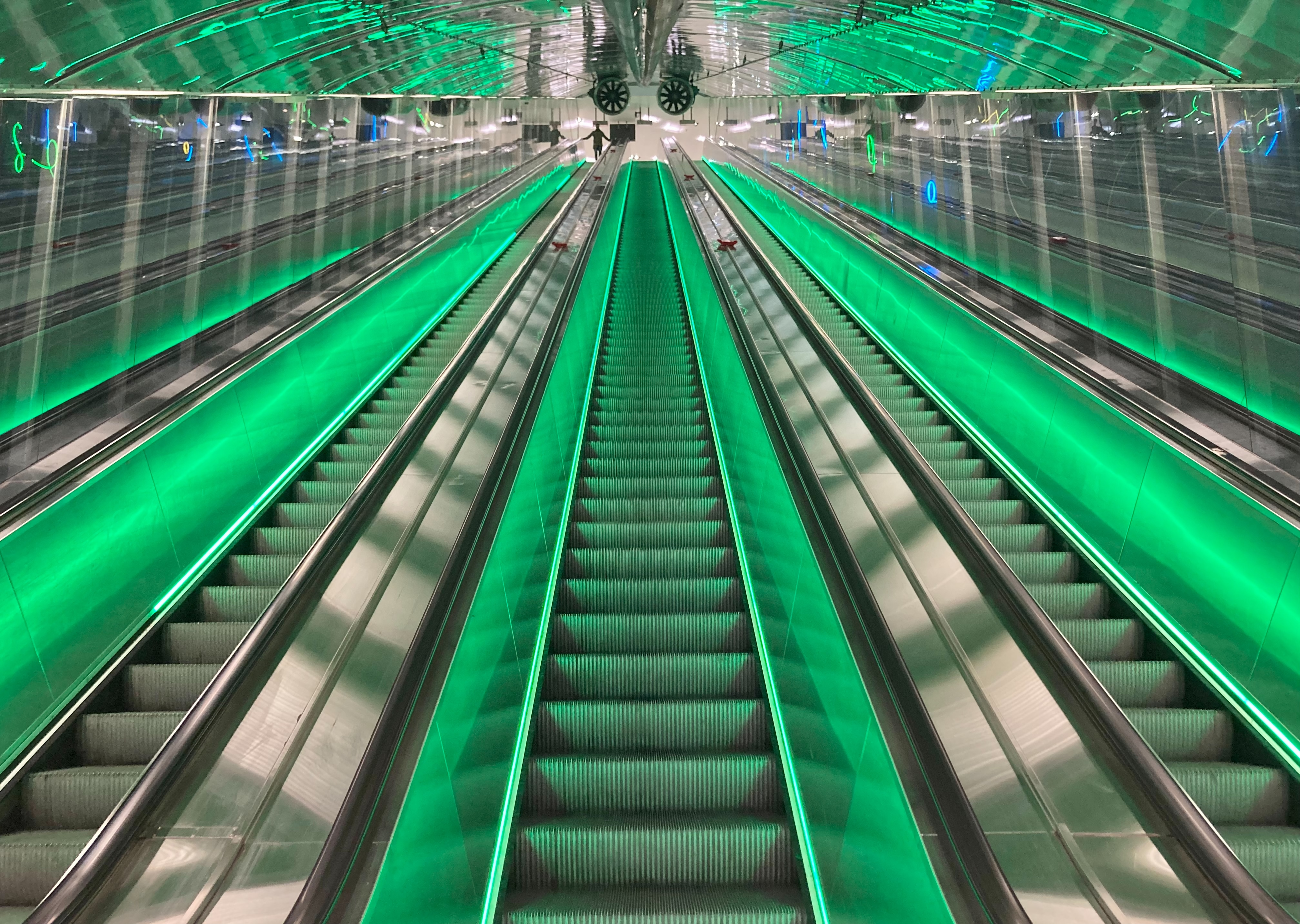
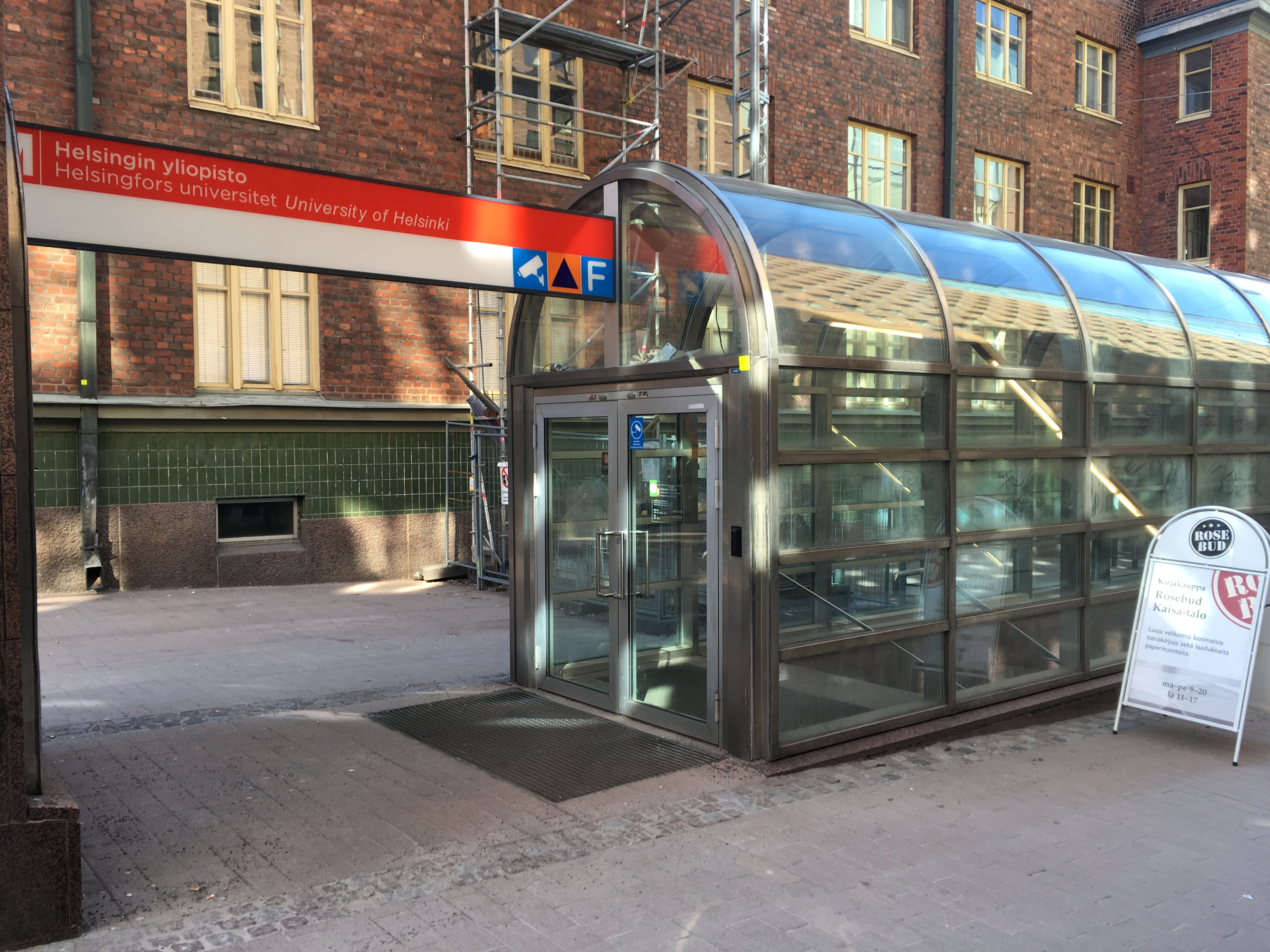
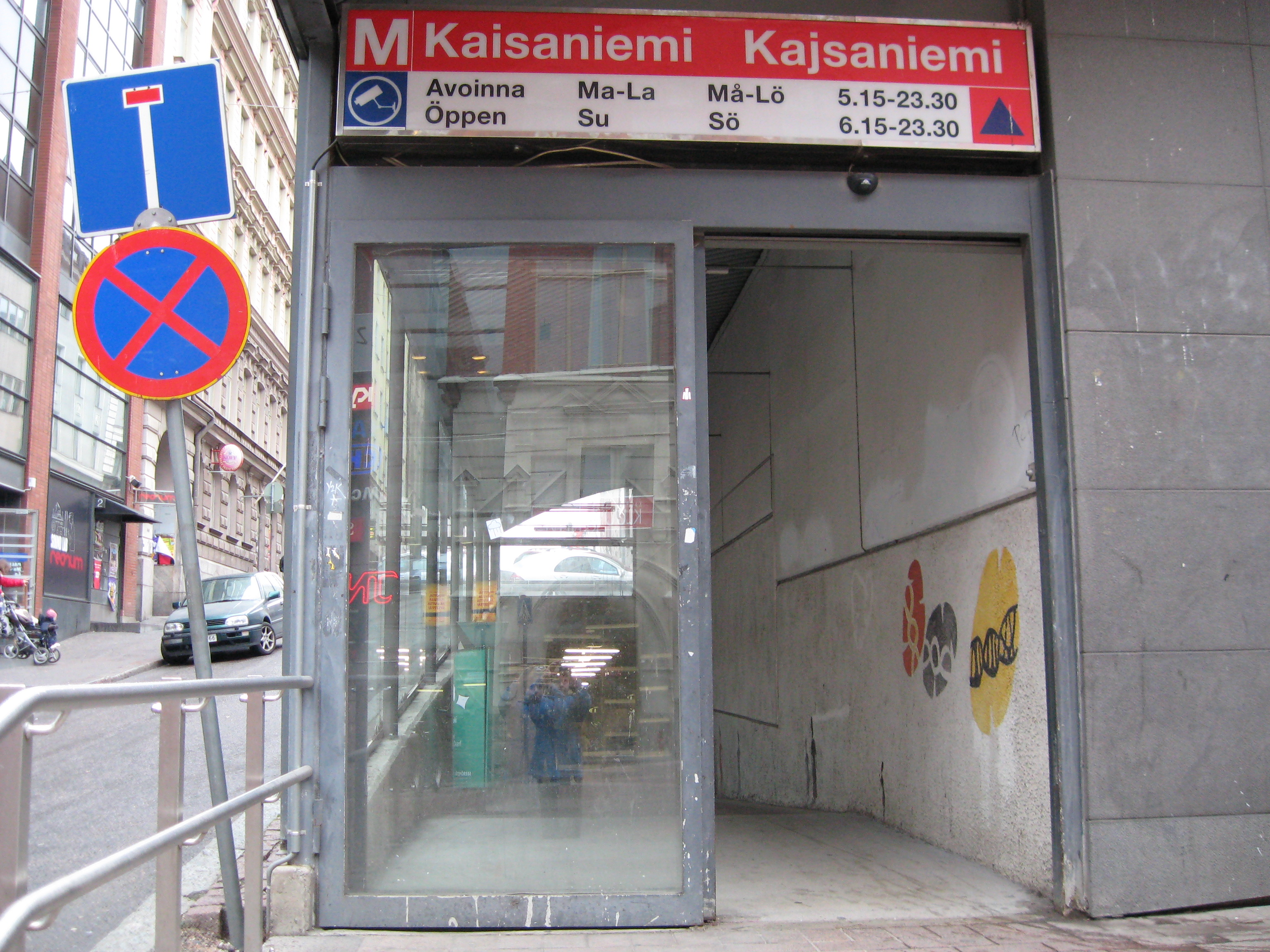
Det tidigare namnet, Kajsaniemi.